# Rarities (сборник The Beatles)
Rarities (с англ. — «Редкости») — два разных сборника, изданных сначала в Великобритании лейблом Parlophone в 1978 году, а затем под таким же названием, но с другим набором песен в США лейблом Capitol Records в 1980 году, содержащие подборки песен группы The Beatles, являющихся «редкостями» (сами песни или их версии) для стран, где были выпущены альбомы.

## Британский альбом (1978)
(в англоязычном разделе Википедии см. en:Rarities (1978 The Beatles album))
Первоначально альбом был издан лейблом Parlophone как часть бокс-сета The Beatles Collection, содержащего все остальные записи The Beatles, а затем выпущен отдельно под названием Rarities. Альбом не выпускался на CD-дисках, но все треки, входящие в него, вошли в двойной изданный на CD сборник Past Masters.
Альбом Rarities был задуман для сбора менее известных песен, которые не включались ни в один из оригинальных альбомов The Beatles — в него вошли песни, выпускавшиеся на сторонах «Б» синглов, две записи с песнями на немецком языке, треки с мини-альбома Long Tall Sally, песня, записанная только для издания на американском рынке, а также версия песни «Across the Universe», которая до того была доступна лишь на изданном в благотворительных целях сборнике музыки в исполнении разных артистов для Всемирного фонда дикой природы (англ. World Wildlife Fund, WWF), названном No One’s Gonna Change Our World.
Подборка песен была произведена, как бы учитывая то, что покупатель сборника уже до того приобретал все регулярно выпускавшиеся студийные альбомы The Beatles (то есть альбомы, включенные в бокс-сет 1978 года The Beatles Collection), а также сборники The Beatles/1962-1966 («Красный Альбом») и The Beatles/1967-1970 («Синий Альбом») и альбом Magical Mystery Tour, — но не купил сборники A Collection of Beatles Oldies или Hey Jude; следовательно, такой «коллекционер» уже имел в своей «коллекции» все изданные песни The Beatles — как раз за исключением тех, которые и вошли в Rarities. (Однако же, такой «коллекционер» все равно не имел бы в своей подборке оригинальной версии песни «Love Me Do» — поскольку этот трек, выпущенный на сингле осенью 1963, не издавался нигде, пока не был включен в вышедшую в 1980 американскую версию Rarities. В британских же изданиях это было доведено до конца в 1982 на сборнике записей с 12 синглов, где также присутствовали общеизвестная версия как «Love Me Do», так и «P.S. I Love You»). (англ. It was finally made available again in Britain in 1982 on a "Love Me Do" 12-single that also featured the common version of "Love Me Do" as well as "P.S. I Love You.")
Альбом был выпущен 2 ноября 1978 в Великобритании лейблом Parlophone как часть британского издания бокс-сета The Beatles Collection, а 12 октября 1979 — как отдельный альбом (номер по каталогу PCM 1001).

### Список композиций
Все песни написаны Джоном Ленноном и Полом Маккартни, за исключением особо отмеченных. Все песни в моно-записи, если не указано, что «стерео».
| №  | Название                                | Автор(ы) | Примечания | Длительность |
| -- | --------------------------------------- | -------- | --- | ------------ |
| 1. | «Across the Universe»                   |          | версия для благотворительного сборника музыки разных артистов No One’s Gonna Change Our World, изданного в пользу WWF; стерео |              |
| 2. | «Yes It Is»                             |          | B-side |              |
| 3. | «This Boy»                              |          | B-side |              |
| 4. | «The Inner Light»                       | Харрисон | B-side |              |
| 5. | «I’ll Get You»                          |          | B-side |              |
| 6. | «Thank You Girl»                        |          | B-side |              |
| 7. | «Komm, Gib Mir Deine Hand»              |          | версия «I Want to Hold Your Hand» на немецком языке; стерео                                                                   |              |
| 8. | «You Know My Name (Look Up the Number)» |          | B-side |              |
| 9. | «Sie Liebt Dich»                        |          | версия «She Loves You» на немецком языке; стерео                                                                              |              |

| №   | Название           | Автор(ы)                  | Примечания | Длительность |
| --- | ------------------ | ------------------------- | --- | ------------ |
| 10. | «Rain»             |                           | B-side |              |
| 11. | «She’s a Woman»    |                           | B-side |              |
| 12. | «Matchbox»         | Перкинс                   | с мини-альбома Long Tall Sally |              |
| 13. | «I Call Your Name» |                           | с мини-альбома Long Tall Sally |              |
| 14. | «Bad Boy»          | Уильямс                   | записано для американского альбома Beatles VI, в Великобритании впервые выпущена в альбоме A Collection of Beatles Oldies; стерео |              |
| 15. | «Slow Down»        | Уильямс                   | с мини-альбома Long Tall Sally |              |
| 16. | «I’m Down»         |                           | B-side |              |
| 17. | «Long Tall Sally»  | Джонсон/Пенниман/Блэкуэлл | с мини-альбома Long Tall Sally |              |

## Американский альбом (1980)
(в англоязычном разделе Википедии см. en:Rarities (1980 The Beatles album))
В 1980 году в США лейбл Capitol Records, по примеру британского издания, выпустил сборник с таким же названием (дата выпуска — 24 марта 1980; номер по каталогу — SHAL-12060). Как Parlophone на своем сборнике выпустил композиции, являвшиеся «редкостями» для британского слушателя, так и Capitol на своем сборнике выпустил «редкости» с точки зрения слушателя американского. Альбом включает треки, не выпускавшиеся на LP-альбомах Capitol или Apple, а также альтернативные версии известных песен, которые до того не были доступны в США. На обложке альбома было помещено оригинальное скандальное «мясницкое» фото с альбома Yesterday and Today. (англ. The gatefold of the album cover features the original controversial «butcher» cover photo of the Yesterday…and Today album.)
Хотя сборник Capitol был предназначен прежде всего для американского рынка, он был также выпущен в некоторых других странах, включая Австралию, Канаду, Францию, Японию и Новую Зеландию. Альбом не выпускался на CD-дисках, но большинство треков с него доступны на других сборниках The Beatles, в особенности на бокс-сетах 2009 года The Beatles in Mono и The Beatles Stereo Box Set.

### Список композиций
Все песни написаны Джоном Ленноном и Полом Маккартни, за исключением особо отмеченных.
Сторона 1:
1. «Love Me Do»
  - Моно; оригинальный британский сингл, записанный Parlophone (45-R4949) с Ринго Старром на барабанах и без бубна; доступно на Past Masters
2. «Misery»
  - Стерео; ранее выходила на LP-альбоме Introducing… The Beatles лейбла Vee-Jay; доступно на Please Please Me
3. «There’s a Place»
  - Стерео; ранее выходила на LP-альбоме Introducing… The Beatles лейбла Vee-Jay; доступно на Please Please Me
4. «Sie Liebt Dich»
  - Стерео; ранее выходила в США только как моно-сингл лейбла Swan Records; доступно на Past Masters
5. «And I Love Her»
  - Стерео; альтернативная версия с 6 тактами окончания песни вместо четырёх; была выпущена в Германии; не доступна на CD
6. «Help!»
  - Моно; с другими вокальными партиями, чем на стерео LP-альбоме; доступно на The Beatles in Mono
7. «I’m Only Sleeping»
  - Стерео; окончательный микс для британского альбома Revolver (более ранний микс выпускался в США)
8. «I Am the Walrus»
  - Стерео; новый микс, полученный из миксов с американского и британского альбомов: шеститактовое вступление и дополнительные удары (англ. six-bar intro and extra beats) перед куплетом «Yellow matter custard»; не доступно на CD

Сторона 2:
1. «Penny Lane»
  - Стерео; новая версия, скомпилированная из выпущенной в Германии «истинно стереофонической» версии и взятого из рекламной моно-версии для США соло пикколо-трубы в концовке песни; не доступно на CD
2. «Helter Skelter»
  - Моно; заканчивающаяся на первом затихании (англ. fadeout) без крика Ринго Старра про «измочаленные пальцы» (англ. without Ringo Starr’s «blisters» outburst (на первых тиражах альбома эти фразы ошибочно приписывались Джону Леннону); доступно на The Beatles in Mono
3. «Don’t Pass Me By» (Старки)
  - Моно; ускоренная версия, с другими партиями у скрипок; доступно на The Beatles in Mono
4. «The Inner Light» (Харрисон)
  - Моно; ранее выходила как сторона «Б» сингла «Lady Madonna»; доступно на Mono Masters
5. «Across the Universe»
  - Стерео; оригинальная версия с благотворительного сборника No One’s Gonna Change Our World, доход от продажи которого шёл в пользу Всемирного фонда дикой природы; доступно на Past Masters
6. «You Know My Name (Look Up the Number)»
  - Моно; ранее выходила как сторона «Б» сингла «Let It Be»; доступно на Past Masters
7. «Sgt. Pepper Inner Groove»
  - Стерео; кусочек (англ. piece), завершающий оригинальное британское издание альбома Sgt. Pepper’s Lonely Hearts Club Band, но не включенный в американскую версию этого альбома. Состоит из нескольких секунд звучания тона частотой 15 килогерц (наподобие звучания собачьего свистка[англ.]) — придуманного Ленноном, «чтобы раздражать вашу собаку», — а за ним следует повторяющийся циклически двухсекундный отрывок записи смеха и болтовни (записанный на британском альбоме на кольцевую дорожку диска, так что при отключенном автостопе проигрывателя грампластинок смех и болтовня звучат сколь угодно долго). Звучание 15-килогерцового тона не было включено в этот альбом, а несколько раз повторяющийся кусочек смеха и болтовни (с постепенным затуханием) был добавлен перед настоящей кольцевой дорожкой диска. В полностью восстановленном виде (с 15-килогерцовым тоном) этот трек позднее публиковался на всех версиях альбома Sgt. Pepper, выходивших на CD и кассетах.